# Hugues III du Maine
Pour les articles homonymes, voir Hugues III.
Hugues III, de la famille des Hugonides, né vers 960, mort en 1014, fut comte du Maine de la mort de son père, survenue avant 992 à 1014. Il était fils d'Hugues II, comte du Maine.
Allié au comte Eudes II de Blois, il combattit durant son gouvernement les rois Hugues Capet et Robert II, ainsi que Foulque III Nerra, comte d'Anjou. Il est cependant contraint d'accepter en 996 la suzeraineté du comte d'Anjou[réf. nécessaire]. Selon Bernard Beck, le comte d'Anjou lui arracha la reconnaissance de sa suzeraineté sur son lit de mort.
D'une épouse inconnue, il eut :
- Hugues Doubleau ;
- Herbert Ier Éveille-Chien (mort en 1032), comte du Maine.